# Ethan Loch
Ethan David Loch (sinh năm 2004) là một nghệ sĩ dương cầm và nhà soạn nhạc người Scotland. Mặc dù bị mù bẩm sinh, anh đã tham gia vào cuộc thi nhạc sĩ trẻ BBC 2022 (BBC Young Musician 2022). Loch đã tiến vào tới vòng đấu chung kết tổng, sau khi chiến thắng vòng chung kết hạng mục đàn phím.

## Những năm đầu đời
Ethan David Loch sinh ra vào năm 2004 ở Blantyre, Scotland, là con trai của Larinda Loch và Fraser Loch. Khi mới 10 tuần tuổi, anh mắc bệnh viêm màng não và suýt tử vong. Trong quá trình kiểm tra mắt, các bác sĩ đã nhận thấy một khiếm khuyết ở võng mạc. Vào lúc 10 tháng tuổi, anh được chính thức chẩn đoán mắc bệnh mù bẩm sinh Leber. Cho đến khi lên 5 tuổi, Loch cư trú tại Vancouver, Canada.
Loch bắt đầu biết chơi piano khi chỉ mới 18 tháng tuổi. Anh đã chơi được phần đầu bản Sonata Ánh trăng của nhà soạn nhạc Beethoven năm 3 tuổi. Vào năm 4 tuổi, mẹ anh sử dụng phương pháp Suzuki để dạy con chơi piano. Khi còn là một đứa trẻ, Loch đã biết sáng tác nhạc và có khả năng cảm âm tuyệt đối.

## Giáo dục

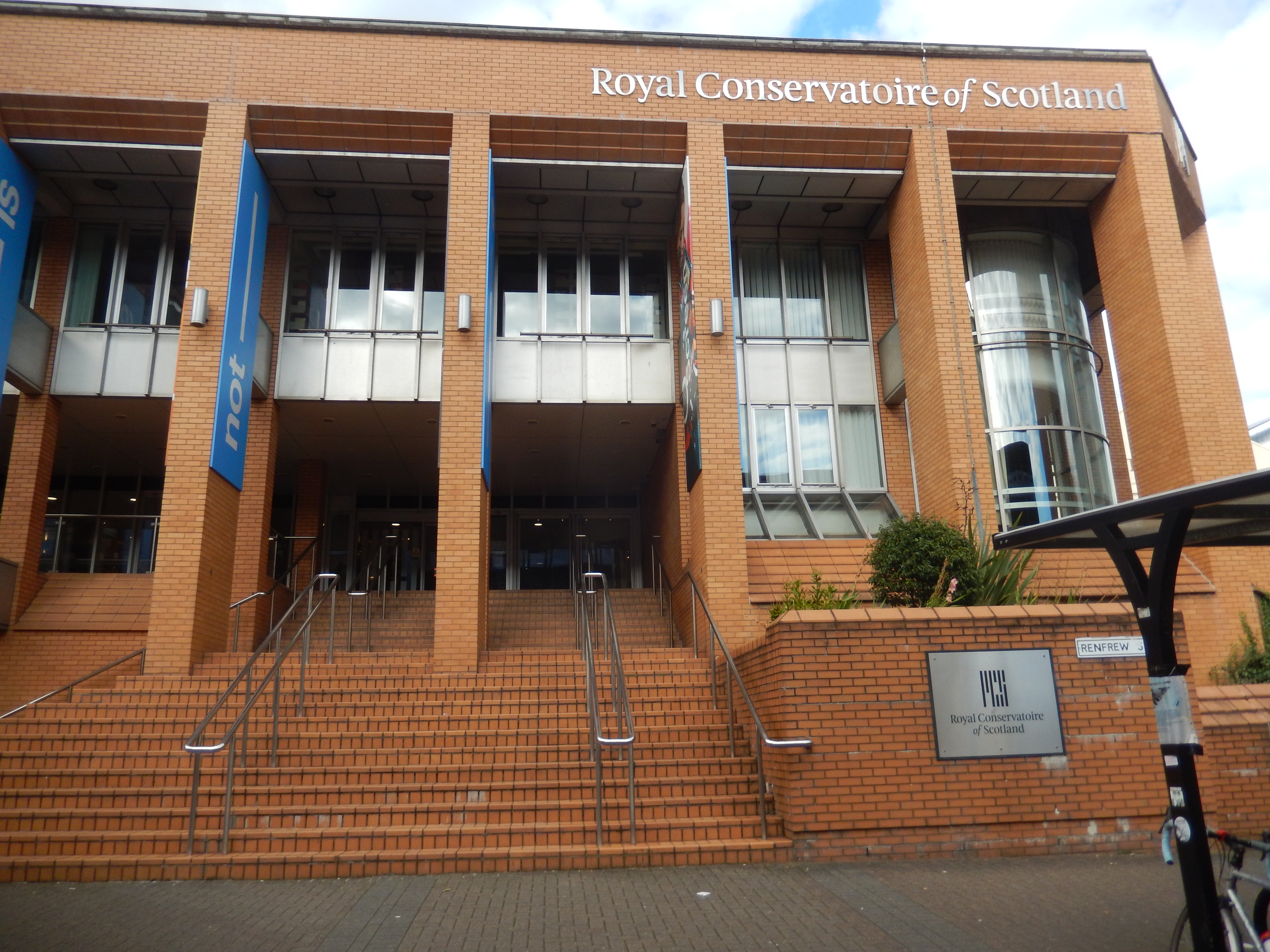
Ethan Loch là sinh viên Nhạc viện Hoàng gia Scotland

Ở bậc giáo dục tiểu học, Loch được cha mẹ dạy tại nhà. Khi lên 12 tuổi, anh bắt đầu học piano với thầy Simon Bottomley ở Manchester. Dưới sự dạy dỗ của Bottomley, Loch đã phát triển kĩ thuật đàn piano của mình. Nhận xét về thầy Bottomley, Loch nói:
Thầy là người đã dạy cho tôi những kĩ thuật tuyệt vời. Có thể nói rằng tôi cần một chút kỉ luật hơn ở mảng kĩ thuật, và thầy đã thực sự thúc đẩy tôi.
Để giúp Loch đi lại an toàn hơn, Daniel Kish đã dạy phương pháp định vị bằng tiếng vang của âm thanh cho anh. Quan hệ thầy trò giữa Loch và Daniel Kish từng là chủ đề của một bộ phim tài liệu do đài BBC Radio thực hiện mang tên Batman and Ethan.
Sau một buổi thử giọng thành công vào ngày 26 tháng 1 năm 2015, Loch đã dành ra một năm tại Nhạc viện St Mary, Edinburgh. Anh là học sinh mù đầu tiên của nhạc viện. Kể từ năm 2023, Loch học piano tại Nhạc viện Hoàng gia Scotland dưới sự chỉ dạy của Fali Pavri. Ngoài piano, Loch cũng chơi được đàn phong cầm.

## Sự nghiệp
Không dùng bảng chữ dành cho người mù Braille, Loch tiếp thu âm nhạc một cách tự nhiên. Để học được bản nhạc, đầu tiên anh sẽ nghe những bản thu khác nhau để hình dung ra được nốt nhạc và giai điệu. Sau khi được kiểm tra qua mẹ và thầy của mình, Loch bắt đầu luyện tập bản nhạc đó.

### BBC Young Musician
Loch là một thí sinh của cuộc thi BBC Young Musician 2022. Anh đã chiến thắng vòng chung kết hạng mục đàn phím với các tiết mục biểu diễn gồm chương thứ tư bản Sonata cho dương cầm số 3 của Chopin; bản Scriabin Poème Op. 32, No. 1 của Scriabin; và Feux d'artifice của Debussy. Sau khi theo dõi màn trình diễn của Loch, chủ tịch ban giám khảo Anna Lapwood nhận xét:
Có điều gì đó ở thí sinh này, cái cách cậu ta chơi, sự chân thành, tất cả đã khiến chúng ta nhớ lại lý do bản thân tham gia vào việc sáng tác nhạc, và điều đó khiến ta cảm động. Đó là khi trải nghiệm những khoảnh khắc này, khi bạn không nhất thiết phải mong đợi chúng, bạn chứng kiến điều gì đó thực sự thay đổi cuộc đời thông qua âm nhạc.
Loch sau đó tiến đến vòng chung cuộc, gặp những đối thủ Jaren Ziegler, Sofía Patterson-Gutiérrez, Sasha Canter và Jordan Ashman. Anh đã chơi Concerto số 2 cho piano của Chopin, trình diễn cùng Mark Wigglesworth và dàn giao hưởng BBC Philharmonic.